# Distrito de Tal Abiad
El Distrito de Tal Abiad (en árabe: منطقة تل أبيض‎, romanizado: Manṭiqat Tall Abyaḍ; en kurdo: Devera Girê Spî) es un distrito de la Gobernación de Al Raqa, en el norte de Siria. Su centro administrativo es la ciudad de Tal Abiad.

## Demografía
En el censo de 2004, el distrito contaba con una población de 129,714 habitantes. La mayoría de ellos son de origen sunita árabe, con una considerable cantidad de sunitas kurdos y una minoría de sunitas turcomanos.
La zona occidental del distrito está habitada principalmente por los Kurdos. Los Turcomanos se concentran principalmente en el suroeste de Suluk y la misma ciudad. En el resto del área casi todos son árabes.

## Subdistritos
El distrito de Tal Abiad se divide en tres subdistritos o nawāḥī (población de 2004):
- Subdistrito de Tal Abiad (ناحية تل أبيض): población 44,671.[6]
- Subdistrito de Suluk (ناحية سلوك): población 44,131[7]
- Subdistrito de Ayn Issa (ناحية عين عيسى): población 40,912.[8]